# 葉煒 (萬曆進士)
葉煒（1538年—1607年），字汝充，又字文光，别号玄峯，直隸寧國府宣城縣人，軍匠籍，明朝政治人物。

## 生平
萬曆四年（1576年）丙子科應天鄉試四十七名，萬曆十四年（1586年）丙戌科會試三百八名，登三甲第一百五十五名進士。除上高令，會大旱，步禱輒雨。具粥藥，全活無算。遷餘姚，歷河間。守余姚，有汝汎牟山諸湖及海壖地为豪家所侵，炜清復之，并作堤堰，民得免旱涝。任丘有殺人者，倚叔中貴冀緩死，竟論抵罪。遷户部主事，歴员外、郎中，出为河间府知府。遷浙江副使，紹寧兵備，晉右參政，三十四年丙午十二月致仕。炜嘗曰：天下惟道德為不毁，世间獨真寶能長存。時以為名言。

## 家族
曾祖葉寬，曾任壽官；祖父葉鵬；父葉芬（1510年-1577年），字世芳，號桂亭，贈中憲大夫浙江按察司副使兼布政使司左參議。母蔡氏。兄葉燈。從弟葉燿、葉煋。
孫葉嘉徵，順治丁亥進士，宰盩厔有聲。